# 山内東村
山内東村（やまのうちひがしそん）は、広島県比婆郡にあった村。現在の庄原市の一部にあたる。

## 地理
西城川の流域に位置していた。

## 歴史
- 1889年（明治22年）4月1日、町村制の施行により、恵蘇郡三日市村、上原村、下原村、戸郷村、田原村、市村が合併して村制施行し、山内東村が発足[1][2]。旧村名を継承した三日市、上原、下原、戸郷、田原、市の6大字を編成[2]。
- 1898年（明治31年）10月1日、郡の統合により比婆郡に所属[1][2]。
- 1900年（明治33年）全国初の国営種牛改良施設、七塚原種牛牧場開設[2]。
- 1916年（大正5年）頃、比婆郡養蚕組合製糸会社が設立され、1931年（昭和6年）に閉鎖[2]。
- 1936年（昭和11年）広島県修練農場が開設し、1949年（昭和24年）広島県七塚原経営伝習農場に改称[2]。
- 1954年（昭和29年）3月31日、比婆郡庄原町、高村、本田村、敷信村、山内西村、山内北村と合併し、市制施行し庄原市を新設して廃止された[1][2]。

### 地名の由来
近世に山内郷または山内組17村と総称した地域を三分し、山内東・山内西・山内北とした村の一つ。

## 産業
- 農業、養蚕、商業[2]

## 交通

### 鉄道
- 1933年（昭和8年）国有鉄道庄原線（現芸備線）備後三日市駅開設[2]。

## 教育
- 1897年（明治30年）小田源吉が三日市の自宅に漢学・英語の私塾を開設[2]。1906年（明治39年）私立格致学院として設立認可[2]。1927年（昭和2年）私立学校を廃校し、その後学校組合立を経て、1938年（昭和13年）県立格致中学校となる[2]。1948年（昭和23年）格致中学校は新制高等学校となり、1949年（昭和24年）県立西城高等学校、同庄原高等学校と合併し県立比婆西高等学校（現広島県立庄原格致高等学校）となる[2]。
- 1947年（昭和22年）山内東小学校に山内東中学校を併設[2]。